# Illbient
Illbient ist ein Musikstil, der der elektronischen Musik zugeordnet wird und dem Ambient entspringt. Er entstand in den frühen 1990er Jahren in Brooklyn.

## Begriff
Der Begriff wurde zuerst von DJ Spooky verwendet. Illbient ist ein Kofferwort aus der Musikbezeichnung Ambient und dem Adjektiv ill (eng. für „krank“). Ill hat hier eine positive Konnotation, im Deutschen vergleichbar mit „cool“, „schräg“ oder „krass“.

## Wesen
Illbient enthält sowohl Elemente der elektronischen Musik als auch des Rock, Hip-Hop, Drum and Bass und Dub. Mit Hilfe von Cuts und Samples aus diesen Elementen werden mit elektronischen Geräten, teils unter Verwendung auch klassischer Instrumente, Klanggebilde erzeugt, die meist relativ düster sind.

## Vertreter des Illbient
Als Pionier und auch erfolgreichster Künstler dieser Musikrichtung gilt DJ Spooky (vor allem das Album „Songs of a Dead Dreamer“). Weitere richtungsweisende Interpreten dieses Musikstils sind zum Beispiel: Squarepusher, DJ Olive, Rob Swift, Mouse on Mars, Boards of Canada, Console, Byzar sowie der Begründer des WordSound-Labels Skiz Fernando, Jr. (bekannt als Spectre oder The III Saint).

## Einzelbeleg
1. ↑  vgl. ill im Urban Dictionary.